# Siphlonurus quebecensis
Siphlonurus quebecensis is een haft uit de familie Siphlonuridae. De wetenschappelijke naam van de soort is voor het eerst geldig gepubliceerd in 1878 door Provancher.
De soort komt voor in het Nearctisch gebied.